# Васильєв Павло Юхимович
Павло́ Юхи́мович Васи́льєв (1909—1978) — Герой Радянського Союзу, заступник командира з політчастини 132-го окремого мотоштурмового інженерно-саперного батальйону 21-ї моторизованої інженерно-саперної бригади 15-ї армії 2-го Далекосхідного фронту, капітан.

## Біографія
Народився 14 січня 1909 року в селі Зірікли нині Біжбуляцького району Башкортостану в сім'ї селянина. За національністю — чуваш. Член ВКП(б)/КПРС з 1932 року. У 1931 році закінчив Уфимський педагогічний технікум. Працював на різних партійних посадах.
В червні 1941 року призваний в Червону армію.
Учасник німецько-радянської війни з 1941 року та радянсько-японської війни 1945 року.
14 серпня 1945 року при прориві Фуцзиньського укріпленого району японців капітан Васильєв керував підготовкою до штурму 5 дотів. Після вибуху найпотужнішого з них Павло Юхимович першим увірвався в ходи сполучення і з автомата вбив 4 японських солдатів і одного захопив у полон.
Указом Президії Верховної Ради СРСР від 8 вересня 1945 року за зразкове виконання бойових завдань командування і проявлені мужність і героїзм у боях з японськими мілітаристами капітану Павлу Васильовичу Юхимовичу присвоєно звання Героя Радянського Союзу з врученням ордена Леніна і медалі «Золота Зірка» (№ 7769).
До січня 1947 року капітан Васильєв П. Е. вийшов у запас. Працював головою виконкому Бижбулякского районної Ради депутатів трудящих, першим секретарем Біжбуляцького райкому КПРС. Обирався депутатом Верховної Ради Башкирської АРСР 3 і 4 скликань, депутатом Біжбуляцької райради.
Помер 29 липня 1978 року, похований в Уфі.

## Нагороди
- Медаль «Золота Зірка» Героя Радянського Союзу (08.09.1945)
- Орден Леніна
- Орден Червоного Прапора (1943)
- Орден Трудового Червоного Прапора
- Орден Червоної Зірки (30.11.1943)
- Медаль «За відвагу» (23.05.1943)
- медалі